# Ignacy Liss
Pour les articles homonymes, voir Liss.
Ignacy Liss, né le 16 février 1998 à Varsovie, en Pologne, est un acteur polonais.

## Biographie
Ignacy Liss fait ses débuts à l'écran en 2019 dans le second rôle de Kamil dans la série TVP 2 intitulée Lepsza połowa. En 2021, il joue l'un des rôles principaux, celui d'Adam, dans la série Netflix Ouvre les yeux,.
Il est diplômé de l'Académie de théâtre Alexandre-Zelwerowicz à Varsovie où il a obtenu son diplôme en 2022.
À partir de 2023, il joue le rôle principal de Lucjan dans la série comique Polsat intitulée Teściowie (pl),. Sa plus grande popularité est obtenue par le rôle du comte Leszek Czyński dans l'adaptation Le Remède à l'oubli commandée par Netflix et sortie en 2023,,,,,.

### Liens familiaux
Il est le neveu de l'acteur Zbigniew Zamachowski.

## Filmographie partielle

### Au cinéma
- 2020 :  Zieja : Krzysiek
- 2020 :  Erotica 2022 : Dawid (segment "Niedzwiedz")
- 2022 :  Marzec '68 : Janek Wolicki
- 2022 :  Zadra : Bartek Bystron
- 2023 :  Fanfiction (Fanfik) : Maks
- 2023 : Le Remède à l'oubli (Znachor) : le conte Leszek Czynski
- 2023 :  Milosc ma cztery lapy (Miłość ma cztery łapy) : Kacper
- 2024 :  Idz pod prad : Eugeniusz Olejarczyk 'Siczka'

### À la télévision
| Année     | Titre                        | Rôle                         | Notes         |
| --------- | ---------------------------- | ---------------------------- | ------------- |
| 2019–2021 | Lepsza połowa                | Kamil, fils de Jola et Marek |               |
| 2019      | Wojenne dziewczyny           | Piotr                        | épisode 31    |
| 2020      | Ludzie i bogowie             | Janek                        | épisode 11    |
| 2020      | Osiecka                      | Ludwik Wawrzyniak            | épisodes 1, 2 |
| 2020      | Chyłka. Rewizja              |                              | épisode 7     |
| 2020      | Komisarz Alex                | Maks Adamski                 | épisode 168   |
| 2021      | Krucjata                     | Jacek, fils Kotarbowej       | épisode 2     |
| 2021      | Ouvre les yeux (Otwórz oczy) | Adam                         |               |
| 2022      | Warszawianka                 | barman Karol                 |               |
| 2023-     | Teściowie (pl)               | Lucjan Ledwoń                |               |
| 2023      | Sortownia                    | Tomek                        |               |

## Récompenses et distinctions
- (en) Ignacy Liss: Awards, sur l'Internet Movie Database